# Sense: A Cyberpunk Ghost Story
Sense: A Cyberpunk Ghost Story — инди-игра в жанре survival horror, разработанная Suzaku и изданная Top Hat Studios 25 августа 2020 года для Windows. Игра сочетает китайский фольклор с киберпанком, а игровой процесс вдохновлён франшизами Project Zero и Clock Tower.

## Игровой процесс
Игрок исследует локации и решает головоломки, управляя персонажем методом point-and-click. У протагониста установлен глазной имплант, позволяющий игроку рассматривать различные области экрана поближе.

## Сюжет
Действие игры происходит в Нео-Гонконге в 2083 году. Протагонистке Мэйлинь Мак предстоит исследовать руины апартаментов Чун Син, чтобы изучить историю 14 заблудших душ и прошлое своей семьи.

## Разработка и выпуск
1 ноября 2017 года Top Hat Studios опубликовала на itch.io демо-версию проекта с рабочим названием «Project Sense». 9 ноября 2017 был запущен сбор средств через Kickstarter, а также выпущен небольшой трейлер демо-версии игры. Кампания не увенчалась успехом.
15 мая 2018 года на Kickstarter была запущена ещё одна кампания, автор проекта Бенджамин У. Уиддоусон установил цель в 10 000 долларов. Спустя семь часов после начала сборов проект собрал 50 % от запланированной суммы, а 17 мая того же года он был профинансирован почти на 75 %. Разработчики поделились концепт-артами персонажей и изъявили желание выпустить игру на PlayStation Vita. 18 мая цель кампании была достигнута. К 14 июня 2018 года проект собрал более 60 000 долларов. Краудфандинговая кампания завершилась, а разработчики приступили к доработке и выпуску игры.
25 августа 2020 года состоялся выпуск игры на Windows.

## Отзывы критиков
| Сводный рейтинг | Сводный рейтинг |
| Агрегатор       | Оценка          |
| --------------- | --------------- |
| Metacritic      | (NS) 55/100     |
| OpenCritic      | 65/100          |
| «Критиканство»  | 74/100          |

Sense: A Cyberpunk Ghost Story получила смешанные отзывы, согласно агрегатору рецензий Metacritic.
Максим Иванов из IXBT.com отметил, что благодаря атмосфере и дизайну игра успешно удерживает интерес игрока на одно прохождение, но в игре мало интересных механик и она выполнена «дешево и местами коряво».